# Gado Bravo
Gado Bravo är en kommun i Brasilien.   Den ligger i delstaten Paraíba, i den östra delen av landet, 1 600 km nordost om huvudstaden Brasília. Antalet invånare är 8 376.
Omgivningarna runt Gado Bravo är huvudsakligen savann. Runt Gado Bravo är det ganska glesbefolkat, med 48 invånare per kvadratkilometer.